# Eurocephalus
Eurocephalus Smith, 1836 è un genere di uccelli passeriformi della famiglia Laniidae.

## Etimologia
Il nome scientifico del genere, Eurocephalus, deriva dall'unione delle parole greche ευρυς (eurus, "largo"), e κεφαλη (kephalē, "testa"), col significato di "dalla testa larga".

## Descrizione
Al genere vengono ascritti uccelli di dimensioni medio-piccole (19-24 cm) e dall'aspetto massiccio ma slanciato, muniti di grossa testa appiattita (da cui il nome scientifico) con forte becco dall'estremità superiore uncinata seminascosto dalle numerose vibrisse alla base, zampe corte e forti, ali arrotondate e coda piuttosto lunga e dall'estremità squadrata.
Il piumaggio si presenta di colore grigio-brunastro nelle aree dorsali e bianco su testa e area ventrale, con mascherina scura ed aree più opache e tendenti al grigiastro di estensione variabile a seconda della specie. Non esiste dimorfismo sessuale.

## Biologia
Si tratta di uccelli diurni che vivono in coppie o in piccoli gruppetti familiari: prevalentemente insettivori, prediligono i grossi artropodi ma possono cibarsi occasionalmente anche di piccoli vertebrati. monogami, le coppie possono venire aiutate nelle varie fasi dell'evento riproduttivo dagli altri componenti del gruppo, similmente a quanto osservabile anche in altre averle.

## Distribuzione e habitat
Il genere è diffuso in Africa subsahariana, con le due specie che occupano rispettivamente l'Africa orientale dalla Somalia alle sponde settentrionali del Lago Malawi (ruppelli) e l'Africa Meridionale dall'Angola al Mozambico (anguitimens): si tratta di abitatori della savana alberata e del miombo.

## Tassonomia
Al genere vengono ascritte due specie:
Genere Eurocephalus
- Eurocephalus ruppelli Bonaparte, 1853 - averla groppabianca
- Eurocephalus anguitimens Smith, 1836 - averla capobianco

In seno alla famiglia Laniidae, il genere si dimostra piuttosto basale, occupando un clade a sé stante e mostrando secondo alcuni un'inaspettata affinità a Platylophus (taxon problematico attualmente ascritto ai Corvidae).